# Peter Bäumer
Peter Bäumer (* 14. Januar 1963 in Rheine) ist ein deutscher Verwaltungsjurist und politischer Beamter. Von 2012 bis 2019 war er Staatssekretär im Finanzministerium des Landes Mecklenburg-Vorpommern.

## Leben

### Ausbildung
Nach seinem Abitur (1982) und dem Grundwehrdienst (1982–1983) nahm Bäumer 1984 ein Studium der Rechtswissenschaften an der Westfälischen Wilhelms-Universität in Münster auf, welches er im Jahr 1990 mit dem ersten Staatsexamen abschloss. Es folgte sein Rechtsreferendariat beim Landgericht Münster (1990–1993) und das zweite Staatsexamen.

### Beruflicher Werdegang
Nachdem der Rechtswissenschaftler von 1993 bis 1994 bei den Finanzämtern in Wismar und Parchim tätig gewesen war, wechselte er 1995 an das Finanzministerium des Landes Mecklenburg-Vorpommern, wo er u. a. Referent für Parlaments- und Kabinettsangelegenheiten, Referatsleiter Sparkassen, Landesbank und offene Vermögensfragen sowie Referatsleiter Einkommensteuer, Lohnsteuer, steuerliche Fördermaßnahmen, DM-Bilanzgesetz war. Im Jahr 2000 wurde ihm der Posten des stellvertretenden Abteilungsleiters der Abteilung Steuern vorübergehend übertragen. Es folgte 2002 der Posten als Leiter des Ministerbüro des Finanzministeriums des Landes Mecklenburg-Vorpommern sowie 2003 der Posten des stellvertretenden Abteilungsleiters der Abteilung Steuern ebendort.
Nachdem Peter Bäumer zwischen 2008 und 2012 als kommissarischer Leiter der Allgemeinen Abteilung im Finanzministerium beschäftigt gewesen war, wurde er am 1. November 2012 von Ministerin Heike Polzin zum Staatssekretär des Finanzministeriums des Landes Mecklenburg-Vorpommern im Kabinett Sellering II ernannt. Er wurde Nachfolger von Jost Mediger. Den Posten des Staatssekretärs hatte Bäumer auch in der nachfolgenden Landesregierung (Kabinett Sellering III) unter Minister Mathias Brodkorb inne und gehört in selbiger auch dem Kabinett Schwesig I an. Im März 2019 versetzte Ministerpräsidentin Manuela Schwesig Bäumer in den einstweiligen Ruhestand, nachdem er „seit fast einem Jahr sein Amt krankheitsbedingt nicht ausüben konnte“ und Schwesig nicht glaube, „dass Bäumer die Aufgaben eines Staatssekretärs mit all ihren Belastungen künftig dauerhaft erfüllen könne“.

### Untreueprozess
Im Jahr 2013 wurde dem Staatssekretär durch die Staatsanwaltschaft Untreue in besonders schwerem Fall vorgeworfen. Er soll unrechtmäßige Fördermittelvergabe mittels falscher „Kerngebietsbescheinigungen“ der Kommunen für Bauherren zugelassen haben. Eine Einstellung des Verfahrens wurde sowohl durch die Staatsanwaltschaft als auch durch den Angeklagten abgelehnt. Im März 2015 wurde Peter Bäume vom Vorwurf der Untreue freigesprochen.

## Privates
Peter Bäumer ist seit 1990 verheiratet und Vater zweier Kinder.